# Mihai Bonca
Mihail Boanca ( n. 1873, Grăniceri, Arad – d. 1955) a fost delegat din partea cercului electoral Aletea-Sântana la Marea Adunare Națională de la Alba Iulia, organismul legislativ reprezentativ al „tuturor românilor din Transilvania, Banat și Țara Ungurească”, cel care a adoptat hotărârea privind Unirea Transilvaniei cu România, la 1 decembrie 1918.

## Biografie
Mihail Boanca a absolvit șase clase primare; a decedat la Grăniceri în anul 1955.

## Activitate politică
Mihail Boanca a făcut parte din C.N.R.local și  a fost ales  delegat din partea Cercului Aletea-Sântana comitatul Arad, (azi județul Arad) la Marea Adunare Națională de la Alba Iulia din 1 decembrie 1918 iar după 1918 a fost primar al comunei timp de 18 ani.